# 米里厄姆群島
米里厄姆群島是俄羅斯的群島，屬於法蘭士約瑟夫地群島的一部分，由3個島嶼組成，位於傑克遜島以北600米的巴倫支海，行政方面由阿爾漢格爾斯克州負責管轄。